# Coccoderus
Coccoderus is een kevergeslacht uit de familie van de boktorren (Cerambycidae). De wetenschappelijke naam van het geslacht werd voor het eerst geldig gepubliceerd in 1840 door Buquet.

## Soorten
Coccoderus omvat de volgende soorten:
- Coccoderus amazonicus Bates, 1870
- Coccoderus biguttatus Martins, 1985
- Coccoderus bisignatus Buquet, 1840
- Coccoderus guianensis Tavakilian & M. L. Monné, 2002
- Coccoderus longespinicornis Fuchs, 1964
- Coccoderus novempunctatus (Germar, 1824)
- Coccoderus sexguttatus Waterhouse, 1880
- Coccoderus sexmaculatus Buquet, 1840
- Coccoderus sicki Lane, 1949
- Coccoderus speciosus Gounelle, 1909
- Coccoderus timbaraba Martins & Esteban-Durán, 2012